# قفر (فریدن)
قفر، روستایی از توابع بخش مرکزی شهرستان فریدن در استان اصفهان ایران است.

## جمعیت
این روستا در دهستان دالانکوه قرار دارد و براساس سرشماری مرکز آمار ایران در سال ۱۳۸۵، جمعیت آن ۹۵۴ نفر (۲۲۸خانوار) بوده‌است.